# قریه صیدنور
قریه صیدنور، روستایی از توابع بخش راز و جرگلان شهرستان بجنورد در استان خراسان شمالی ایران است.

## جمعیت
این روستا در دهستان جرگلان قرار دارد و براساس سرشماری مرکز آمار ایران در سال ۱۳۸۵، جمعیت آن ۱۹۲ نفر (۵۵خانوار) بوده‌است.